# 岐阜市立白山小学校
岐阜市立白山小学校（ぎふしりつ はくさんしょうがっこう）は、岐阜県岐阜市白山町二丁目にある公立小学校。

## 概要

### わたの木
白山小学校の校庭にはオオバヤナギの木があり、この木が毎年春になると綿のような花を咲かせるため、「わたの木」と呼ばれるようになった。わたの木は、戦時中に焼夷弾が落ちたため幹が半分に割れてしまっている。現在もなお生き続け、葉を広げる姿から白山小学校のシンボルとなっている。

## 沿革
白山の地名は、かつて厚見郡東加納村森本に存在した白山権現に由来する。1889年にこの地域が合併により岐阜市になったさいに改称し、白山町となった。白山権現は後に森本神社に改称したが、境内が白山尋常小学校の校地となるために溝旗神社に合祀された。
- 1909年（明治42年）
  - 4月 - 徹明尋常小学校から分離し、白山尋常小学校として開校。校舎未完成のため、徹明尋常小学校、佐々木裁縫女学校で分散授業を行う。
  - 9月 - 現在地に校舎が完成。
- 1912年（明治45年）5月 - 校舎を増築する。
- 1918年（大正7年）11月 - 校舎を増築する。
- 1922年（大正11年）
  - 4月 - 校区の一部が新設の梅林尋常小学校に移る。教室不足のため、第3学年を徹明尋常小学校での分散授業とする。
  - 12月 - 校舎を増築する。徹明尋常小学校での分散授業を廃止。
- 1924年（大正13年）4月 - 工業実習学校を併設する。
- 1933年（昭和8年）4月 - 華陽尋常小学校を分離する。
- 1935年（昭和10年）4月 - 白山尋常小学校の校舎の一部を仮校舎として、商業学校[注釈 1]が開校。
- 1938年（昭和13年）4月 - 華陽尋常小学校と梅林尋常小学校で校区を変更。ほぼ現在の校区となる。
- 1940年（昭和15年）2月 - 商業学校が現在の岐阜市本郷町7丁目に移転。
- 1941年（昭和16年）
  - 4月1日 - 白山国民学校に改称する。
  - 5月 - 岐阜市立中学校が開校。白山尋国民学校の校舎の一部を仮校舎とする（1942年3月まで）。
- 1945年（昭和20年）
  - 7月9日 - 岐阜空襲の被害を受け、校舎が全焼する。
  - 9月 - 梅林国民学校の校舎の一部を使用して授業を再開。
- 1946年（昭和21年）4月 - 仮校舎が完成。教室不足のため一部の児童は梅林国民学校での授業となる。
- 1947年（昭和22年）4月1日 - 岐阜市立白山小学校に改称する。
- 1948年（昭和23年）
  - 4月 - GHQより、白山小学校を廃校とし、校舎を岐阜市立第四中学校校舎に転用。白山小学校の児童は梅林小学校と華陽小学校へ移すことが指導され、これに基づき岐阜市の学校再配置が計画される。
  - 9月1日 - 岐阜市の学校再配置の計画により、梅林小学校に統合され閉校。
  - 9月23日 - 白山小学校復帰推進校下民大会が開かれ、白山小学校の復活が議決される。
- 1949年（昭和24年）
  - 4月 - 白山小学校の復活を前提とし、梅林中学校校舎を増築する。
  - 7月 - 岐阜市立白山小学校として再開される。
- 1953年（昭和28年）6月13日 - 新校舎（木造2階建）が完成し、落成式を行う。
- 1957年（昭和32年）11月 - 校舎を増築する。
- 1961年（昭和36年）7月 - 理科室が完成。
- 1962年（昭和37年）6月 - 工作室が完成。
- 1963年（昭和38年）7月 - 家庭科室が完成。
- 1970年（昭和45年）
  - 1月 - 火災により、理科室と南舎の一部を焼失。
  - 9月 - 復旧校舎（鉄筋コンクリート造2階建）が完成。
- 1972年（昭和47年）7月 - 体育館が完成。
- 1979年（昭和54年）
  - 2月28日 - 新校舎（鉄筋コンクリート造3階建）第一期工事が完成。
  - 11月5日 - 新校舎（鉄筋コンクリート造3階建）第二期工事が完成。
- 1980年（昭和55年）3月9日 - 新校舎竣工式を行う。
- 2002年（平成14年） - 岐阜市立小学校及び中学校の通学区域審議会により、「旧市内における岐阜立小学校及び中学校の通学区域のあり方について」の答申が出され、梅林小学校と白山小学校との統廃合が提言される[1]。
- 2008年（平成20年）10月4日 - 100周年記念式典が行われる。

## 通学区域
- 茨木町、入舟町1～5丁目、白山町1～3丁目、西駒爪町、老松町、金園町1～3丁目、霞町、吉津町1・2丁目、大黒町1～5丁目、高尾町1・2丁目、高森町1～4丁目、竜田町2～5丁目、鶴田町2～4丁目、長旗町1・2丁目、長住町1・2丁目、雲井町1～5丁目、栗矢田町1・2丁目、九重町1～5丁目、戎町1～5丁目、天王町、県町1・2丁目、曙町1～5丁目、金竜町1～3丁目、清住町1丁目、三笠町1～5丁目、溝旗町1～4丁目、東駒爪町、東金宝町1～4丁目、元住町、元町1～5丁目[2]

## 進学先中学校
- 岐阜市立梅林中学校

## 交通アクセス
- 名鉄岐阜駅より徒歩約10分。